# Том-Бін (Техас)
Том-Бін (англ. Tom Bean) — місто (англ. city) в США, в окрузі Грейсон штату Техас. Населення — 930 осіб (2020).

## Географія
Том-Бін розташований за координатами 33°31′12″ пн. ш. 96°29′4″ зх. д. / 33.52000° пн. ш. 96.48444° зх. д. (33.520039, -96.484346).  За даними Бюро перепису населення США в 2010 році місто мало площу 4,06 км², уся площа — суходіл.

## Демографія
Згідно з переписом 2010 року, у місті мешкало 1045 осіб у 376 домогосподарствах у складі 282 родин. Густота населення становила 258 осіб/км².  Було 415 помешкань (102/км²).
Расовий склад населення:
| - 93,6 % — білих - 1,3 % — корінних американців - 0,7 % — чорних або афроамериканців - 0,4 % — вихідців з тихоокеанських островів - 0,2 % — азіатів - 1,3 % — осіб інших рас |

До двох чи більше рас належало 2,5 %. Частка іспаномовних становила 5,0 % від усіх жителів.
За віковим діапазоном населення розподілялося таким чином: 30,7 % — особи молодші 18 років, 58,6 % — особи у віці 18—64 років, 10,7 % — особи у віці 65 років та старші. Медіана віку мешканця становила 32,5 року. На 100 осіб жіночої статі у місті припадало 90,0 чоловіків;  на 100 жінок у віці від 18 років та старших — 86,6 чоловіків також старших 18 років.
Середній дохід на одне домашнє господарство  становив 54 168 доларів США (медіана — 44 286), а середній дохід на одну сім'ю — 65 730 доларів (медіана — 57 212). За межею бідності перебувало 19,5 % осіб, у тому числі 27,2 % дітей у віці до 18 років та 10,0 % осіб у віці 65 років та старших.
Цивільне працевлаштоване населення становило 410 осіб. Основні галузі зайнятості: освіта, охорона здоров'я та соціальна допомога — 20,5 %, роздрібна торгівля — 16,1 %, будівництво — 13,2 %, виробництво — 12,9 %.